# Đurađ Branković
Đurađ Branković, en cyrillique serbe: Ђурађ Бранковић; en français Georges Ier Brankovitch; en hongrois: György Brankovics; 1377-1456 le 24 décembre, également connu sous le patronyme de (Đurađ) Vuković il est le second fils de Vuk Branković et de Mara une des filles du prince Lazar. Il est despote de 1427 à 1456 ainsi qu'un baron du royaume de Hongrie. Il est le premier souverain de la Maison des Branković à gouverner le royaume serbe. Il épouse la fille de Theodore Kantakouzenos et d'Euphrosyne Palaiologina.

## Đurađ et Stefan
Đurađ est en accord avec son oncle Stefan Lazarević sur la politique suivie par la Serbie vis-à-vis des Turcs jusqu'en 1402 et la bataille d'Ankara, qui voit l'armée turque anéantie par Tamerlan. Stefan qui a participé à la bataille a reçu les égards de Tamerlan en raison de la bravoure que le chevalier serbe avait montrée. Ils ont, lui et ses chevaliers, tous été libérés et était rentrés en Serbie, alors que les Turcs avaient été tous massacrés par les troupes de Tamerlan. Đurađ pensait que le moment était venu pour lui de gouverner la Serbie, mais il fut bien déçu lorsqu'il apprit son oncle venait de quitter Constantinople à la tête de son armée.
À partir de ce moment, Đurađ décide de s'allier avec les Turcs pour obtenir le pouvoir sur la Serbie, alors que son oncle devient plus magyarrophile. Il prend la tête d'une armée turque complétée de quelques éléments serbes. Il fait face à l'armée de son oncle au Kosovo, le 11 novembre 1402 du calendrier julien; Lazarevic sort victorieux de cette bataille, et son neveu part se cacher dans la Zeta.
Đurađ décide alors de s'allier avec le frère de Stefan, Vuk Lazarević qui réclame le sud de la Serbie avec le soutien du sultan turc Soliman. Mais la guerre d'Interrègne ottoman débute et Mousa, l'un des frères qui réclame le trône ottoman, s'allie aux serbes de Stefan et aux byzantins.
Đurađ vit par la suite à Zeta où il fait quelques guerres avec Dubrovnik, jusqu'en 1426, ou à Srebrenica où, au cours d'une assemblée serbe, il est décidé qu'il serait le successeur de Stefan. Đurađ obtient l'accord de la Hongrie, à condition que s'il accepte, il cède la Mačva, Belgrade ainsi que la ville de Golubac.

## Đurađ souverain de Serbie et Seigneur de Hongrie
À la mort de Stefan Lazarević le 19 juillet 1427, Đurađ monte sur le trône de Serbie, à la suite de l'accord passé avec la Hongrie, il perd Belgrade malgré les protestations des habitants de la ville, puis sa capitale Kruševac en 1427. Il fait construire alors une ville nouvelle sur le Danube, Smederevo qui est comparable par la richesse de ses églises à Constantinople, d'où son surnom de « Đurađ Smederevac » en serbe latin, en français Đurađ de Smederevo. Le despote serbe reçoit de Sigismond Ier fondateur de l'Ordre du Dragon des terres en Hongrie : 
- Zemun,
- Slankamen,
- Kupinik (aujourd'hui Kupinovo),
- Mitrovica (aujourd'hui Sremska Mitrovica) à Srem,
- Stari Bečej (Bečej),
- Kulpin,
- Čurug,
- Sveti Petar,
- Perlek,
- Peser et Petrovo Selo (Bačko Petrovo Selo) à Bačkoj,
- Bečej (Novi Bečej),
- Aradac, Veliki Bečkerek (Zrenjanin),
- Et Vršac dans le Banat

Comme l'a déjà fait son prédécesseur Stefan Lazarević, toutes ses villes et terres, sont peuplés par des Serbes de Macédoine ou du Kosovo qui fuient l'avancée turque. Donc, avant même la chute de la Serbie, les migrations serbes du sud vers le nord avaient débuté.
L'empereur germanique, quant à lui avait ainsi installé au sud de son empire, le long de la frontière avec les Turcs, des troupes motivées et expérimentées dans le combat contre les Turcs.

## Le règne

### La nouvelle capitale
L'invasion turque de 1427 fait perdre à la Serbie sa capitale Lazarienne de Kruševac. Đurađ lance alors le projet de Smederevo, la construction d'une nouvelle capitale au nord de la Serbie au bord du Danube et de la rivière Jezava. La femme du despote Jerina Cantacuzène ainsi que son frère Georges Cantacuzène sont les principaux maitres d'œuvre de la cité de Smederevo. On restaure l'obligation de la gradozidanija pour avoir une main d'œuvre importante et le despote ouvre ses coffres. En seulement deux ans la cité de Smederovo est édifiée. La nouvelle Constantinople a demandé tellement d'efforts au peuple serbe qu'il affuble la femme du souverain du titre de « la maudite » .
La cité possède dans ses murs au cœur de la cathédrale de la Très-sainte-Mère-de-Dieu les reliques de Saint Luc, l'apôtre et évangéliste. Par la suite cette église est transformée en mosquée lors de l'occupation turque, puis rasée.
La grandeur de la ville aux églises attire rapidement les bourgeois de Belgrade, ainsi que les nobles de Serbie, les habitants de la ville obtiennent le droit d'organiser une municipalité autonome. À partir de 1449, une grande partie des riches marchands de Dubrovnik ainsi que immigrés plus modestes viennent en grand nombre grossir le nombre des habitants de la ville de Konstantin.

## Đurađ le plus riche souverain d'Europe
Branković est considéré par ses contemporains comme le plus riche souverain d'Europe, le Français Bertrand chevalier de la Broquierre constate que le despote serbe dispose d'un revenu annuel d'or et de mines d'argent de Novo Brdo (près de Gnjilane au Kosovo) d'environ 200 000 ducats vénitiens. Vu son alliance avec les Turcs, il est dans son intérêt de protéger ses mines d'or et d'argent qui sont en territoire turc.
De plus, le despote a un revenu de 50 000 ducats, pour ses possessions dans le royaume de Hongrie, pour lesquels les dépenses sont couvertes par la couronne hongroise. Il n'a donc aucune charge sur ses revenus et uniquement des bénéfices.

## Fin de règne
Dans le but d'éviter la formation d'une  nouvelle ligue anti-turque, le sultan propose la paix à Đurađ, 1456, en lui rendant la ville de Krusevac. La même année les Turcs attaquent les Hongrois, en traversant la Serbie. Đurađ se réfugie à Bečkerek (aujourd'hui Zrenjanin), pendant que son armée combat victorieusement les Turcs à Smederevo. Ce même hiver de 1456 signe la fin du plus riche souverain d'Europe, enterré à Kriva Reka sous une mine de métal précieux.

## Union et postérité
Đurađ et son épouse Eirene Kantakouzene (Irène Cantacuzène) ont six enfants :
- Todor Branković (mort avant 1429) ;
- Grgur (Grégoire) Branković (vers 1415 - 16/17 octobre 1459) ;
- Mara (Maria) Branković épouse de Mourad II ;
- Stefan Branković (vers 1417 - 1476) ;
- Catherine Branković (vers 1418 - 1490) épouse Ulrich II de Celje ;
- Lazare (vers 1421 - 20 janvier/20 juin 1458).

## Sources
- Dušan T. Bataković, Histoire du peuple serbe, éditions L'Age d'Homme. Paris 2005,  (ISBN 2-8251-1958-X).
- Georges Castellan, Histoire des Balkans, XIVe – XXe siècle, éditions Fayard  (ISBN 2213605262).
- Donald M. Nicol, Les Derniers siècles de Byzance, 1261-1453, éditions les Belles Lettres  (ISBN 2251380744).